# هلنیک برادکستینگ
هلنیک برادکستینگ (یونانی: Ελληνική Ραδιοφωνία Τηλεόραση) شرکت دولتی رسانه‌ای یونانی است، که در سال ۱۹۳۸ تأسیس شد.